# Hoploscopa aurantiacalis
Hoploscopa aurantiacalis là một loài bướm đêm trong họ Crambidae.